# Talea
Talea is een Roemeense gemeente in het district Prahova.
Talea telt 1152 inwoners.